# Stanisław Bąkowski (Lyriker)
Stanisław Bąkowski (* 13. September 1889 in Baranów Sandomierski; † 25. April 1958 in Posen) war ein polnischer Lyriker.

## Leben
Bąkowski verbrachte seine Kindheit in Baranów Sandomierski und ab 1898 in Żywiec. Das Gymnasium besuchte er in Krakau. Nach dem Erwerb des Abiturs nahm er 1907 ein Studium der Rechtswissenschaften an der Jagiellonen-Universität auf, wo er 1912 den Doktor der Rechte erwarb. Seine Studien führte er an der Handelsakademie in München und Berlin bis 1915 fort. Daraufhin kehrte er zunächst nach Krakau zurück und arbeitete in einer Bank. Anschließend ging er nach Lwów und war in der Landeszentrale für den wirtschaftlichen Wiederaufbau Galiziens angestellt. Als Lyriker debütierte er 1918 mit dem Gedicht Odwieczna paralela, das in der Zeitung Ilustrowany Kurier Codzienny erschien.
Nach Posen siedelte er 1919 um und arbeitete als Verwaltungsbeamter. In der Zwischenkriegszeit publizierte er seine Gedichte sowie Übersetzungen aus dem Französischen und Italienischen in Okolica Poetów, Myśl Narodowa, Dziennik Poznański und Kamena. Zudem war er Mitglied des Berufsverbandes der Polnischen Literaten.
Nach dem Beginn des Zweiten Weltkrieges wurde er im Dezember 1939 aus Posen nach Lublin ausgesiedelt. Nach Warschau siedelte er 1943 um und arbeitete als Nachhilfelehrer. Als der Warschauer Aufstand niedergeschlagen worden war, lebte er in Milanówek und Zalesie bei Warschau.
Nach Posen kehrte er im April 1945 zurück und war als Rechts- und Handelsberater eines Privatunternehmens tätig, bis er 1949 im städtischen Bauunternehmen als Finanzbeamter eine Anstellung fand. In den ersten Nachkriegsjahren veröffentlichte er seine Gedichte in Głos Wielkopolski und Ilustrowany Kurier Polski. In den Verband der Polnischen Literaten wurde er 1950 aufgenommen.

## Werke
- „Anioł Pański“ na kresach, 1916
- Psalm wiosny i nadziei, 1916
- Rytmy wędrowca, 1922
- Gawędy z Panem, 1926
- Ścieżki ułomnych, 1926
- Oczy godzin, 1927
- Lotnik niezłomny, 1928
- Śmierć Adama. Poemat z zarania ludzkości, 1929
- Koniec Antychrysta. Poemat z dni ostatecznych, 1930
- Z raju i podziemia, 1931
- Ku przełęczy, 1933
- Drwal i niedźwiedź, 1938